# Lista de mesorregiões e microrregiões de Roraima

Mapa de Roraima mostrando seus municípios agrupados em microrregiões, que por sua vez estão agrupadas em mesorregiões.

Esta é a lista de mesorregiões e microrregiões de Roraima, estado brasileiro da Região Norte do país. O estado de Roraima foi dividido geograficamente pelo IBGE em duas mesorregiões, que por sua vez abrangiam quatro microrregiões, segundo o quadro vigente entre 1989 e 2017.
Em 2017, o IBGE extinguiu as mesorregiões e microrregiões, criando um novo quadro regional brasileiro, com novas divisões geográficas denominadas, respectivamente, regiões geográficas intermediárias e imediatas.

## Mesorregiões de Roraima
| Mesorregião      | Código | Número de municípios | Localização         | Microrregiões | Código |
| ---------------- | ------ | -------------------- | ------------------- | ------------- | ------ |
| Norte de Roraima | 01     | 8                    |                     | Boa Vista     | 001    |
| Norte de Roraima | 01     | 8                    | Nordeste de Roraima | 002           |        |
| Sul de Roraima   | 02     | 7                    |                     | Caracaraí     | 003    |
| Sul de Roraima   | 02     | 7                    | Sudeste de Roraima  | 004           |        |

## Microrregiões de Roraima divididas por mesorregiões

### Mesorregião do Norte de Roraima
| Microrregião        | Código | Localização | Municípios  |
| ------------------- | ------ | ----------- | ----------- |
| Boa Vista           | 001    |             | Alto Alegre |
| Boa Vista           | 001    | Amajari     |             |
| Boa Vista           | 001    | Boa Vista   |             |
| Boa Vista           | 001    | Pacaraima   |             |
| Nordeste de Roraima | 002    |             | Bonfim      |
| Nordeste de Roraima | 002    | Cantá       |             |
| Nordeste de Roraima | 002    | Normandia   |             |
| Nordeste de Roraima | 002    | Uiramutã    |             |

### Mesorregião do Sul de Roraima
| Microrregião       | Código | Localização        | Municípios |
| ------------------ | ------ | ------------------ | ---------- |
| Caracaraí          | 003    |                    | Caracaraí  |
| Caracaraí          | 003    | Iracema            |            |
| Caracaraí          | 003    | Mucajaí            |            |
| Sudeste de Roraima | 004    |                    | Caroebe    |
| Sudeste de Roraima | 004    | Rorainópolis       |            |
| Sudeste de Roraima | 004    | São João da Baliza |            |
| Sudeste de Roraima | 004    | São Luiz           |            |